# Achrioptera punctipes
Achrioptera punctipes is een insect uit de orde Phasmatodea en de  familie Phasmatidae. 